# Copa del Pacifico 1953
Copa del Pacifico 1953 - turniej towarzyski o Puchar Pacyfiku między reprezentacjami Peru i Chile rozegrano po raz pierwszy w 1953 roku.

## Mecze
| 26 lipca Lima |  | Peru | 1 | - | 2 | Chile |

| 28 lipca Lima |  | Peru | 5 | - | 0 | Chile |

## Końcowa tabela
| M | Reprezentacja | L.m. | Zw. | Rem. | Por. | Bramki | R.br. | Pkt |
| 1 | Peru          | 2    | 1   | 0    | 1    | 6:2    | +4    | 2   |
| 2 | Chile         | 2    | 1   | 0    | 1    | 2:6    | -4    | 2   |

Triumfatorem turnieju Copa del Pacifico 1953 został zespół Peru.